# Ca d’Oro Building

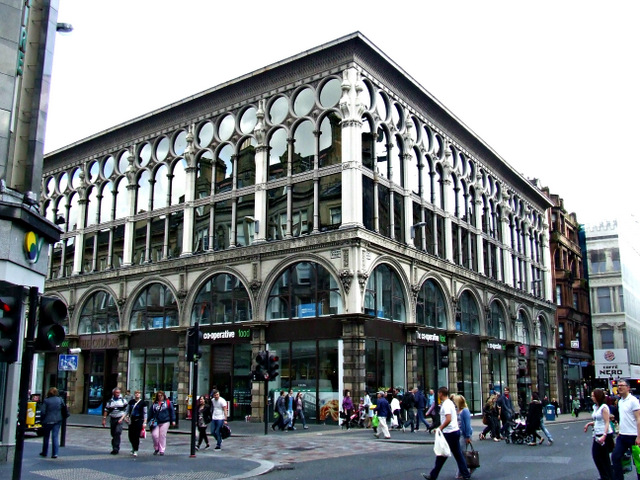
Das Baudenkmal Ca d’Oro Building in Glasgow (Foto aus 2007): 1872 gebaut, 1987 niedergebrannt, wurde es 1988 wiederaufgebaut.

Das Ca d’Oro Building ist ein Geschäftsgebäude in der schottischen Stadt Glasgow. 1970 wurde das Bauwerk als Einzeldenkmal in die schottischen Denkmallisten zunächst in der Kategorie B aufgenommen. Die Hochstufung in die höchste Denkmalkategorie A erfolgte 1988.

## Geschichte
Das Gebäude entstand 1872 nach dem Entwurf des schottischen Architekten John Honeyman als Möbelwarenhaus F and J Smith’s Furniture Warehouse. Die Gesamtkosten beliefen sich auf 11.000 £. 1928 bauten Gillespie, Kidd & Coia ein Mansarddach mit Restaurant auf das Gebäude. Es brannte 1987 aus, wurde 1988 ohne den Dachaufbau mit Ladengeschäften um ein Atrium wiederaufgebaut, erweitert und durch den Scottish Civic Trust ausgezeichnet.

## Beschreibung

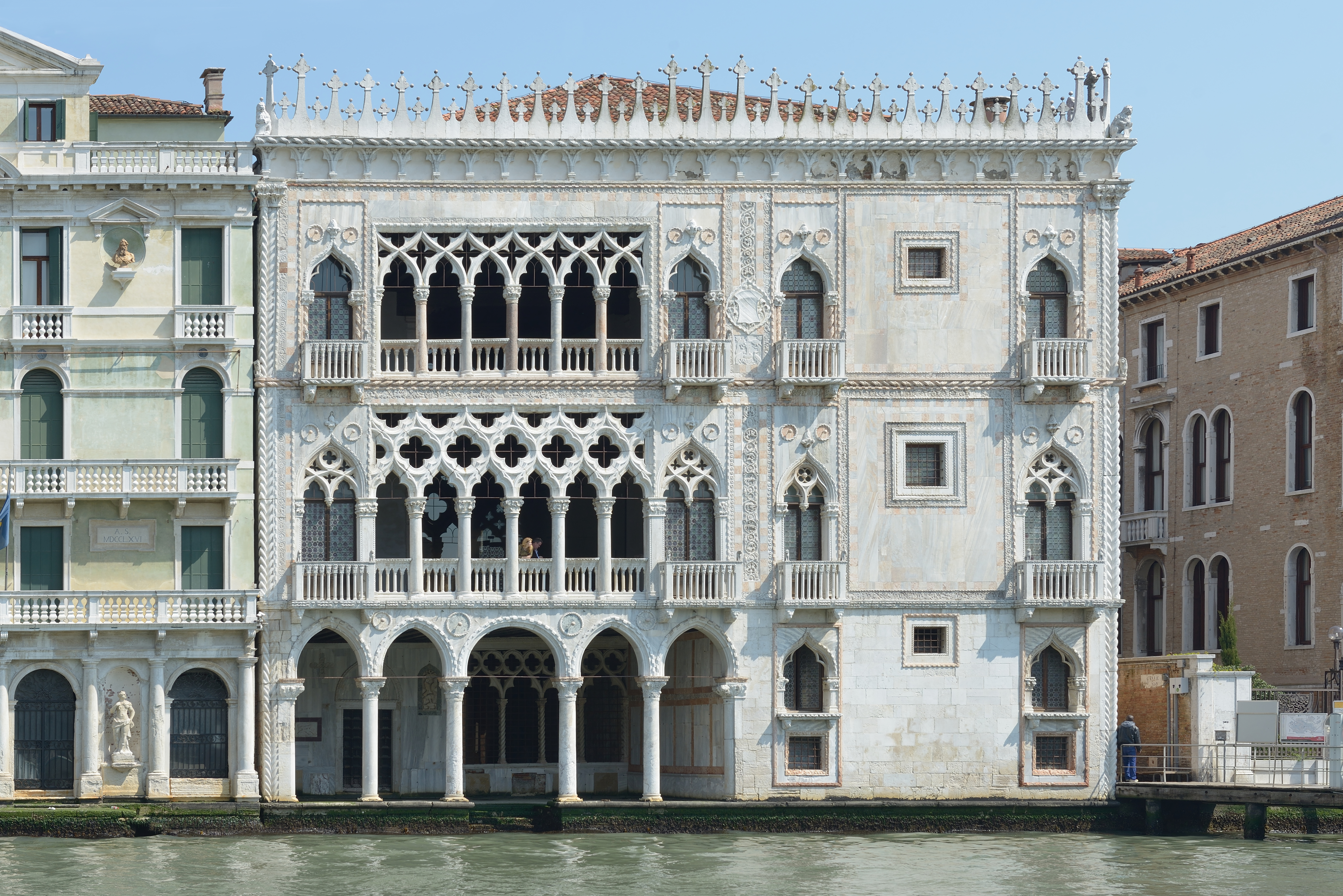
Ca d Oro Venedig am Canal Grande

Die Ca’ d’Oro in Venedig ist das Vorbild des Ca d’Oro Building in Glasgow. Das Warenhaus im nachempfundenen Stil der venezianischen Renaissance. auf der Ecke der Union Street – Gordon Street steht im Zentrum Glasgows gegenüber dem Bahnhof Glasgow Central links neben den die Egyptian Halls. Die Fassade entlang der Gordon Street hat fünf Achsen. Die vier Achsen der Fassade entlang der Union Street wurden im Zuge des Wiederaufbaus um zwei Achsen verlängert und die Arkaden im Erdgeschoss des vierstöckigen Gebäudes 'modern' untergliedert. Die Arkadenpfeiler sind gebändert; die Archivolten wie die Zwickel ornamentiert. Über die Kämpfer verläuft ein stilisierter Triglyphenfries. Darüber verläuft ein Fries mit Zahnschnitt. Die darüberliegenden Arkaden sind über die beiden oberen Geschosse geführt. Sie sind gusseisern. Pilaster gliedern die Fassade vertikal. Darüber sind Rundfenster eingelassen. Das abschließende Kranzgesims ist mit einem Kreuzrautenfries gestaltet.